# Rắn ăn trứng châu Phi
Rắn ăn trứng châu Phi (Dasypeltis) là một trong hai loài rắn ăn trứng thuộc phân loại rắn sống phụ thuộc hoàn toàn vào thức ăn là trứng (cùng với rắn ăn trứng Ấn Độ). Đây là loài rắn không có nọc độc (do chúng không có răng nanh), được tìm thấy ở trên khắp lục địa châu Phi, nơi có nhiều loài chim sinh sống.

## Phân loại
Rắn ăn trứng châu Phi được chia thành năm loại theo khu vực phân bố bao gồm:
- Rắn ăn trứng núi (Dasypeltis atra)
- Rắn ăn trứng Trung Phi (Dasypeltis fasciata)
- Rắn ăn trứng nâu miền Nam (Dasypeltis inornata)
- Rắn ăn trứng Đông Phi (Dasypeltis medici)
- Rắn ăn trứng thoi (Dasypeltis scabra) là loài phổ biến nhất

Sự phân biệt này phụ thuộc vào hình dáng và màu sắc của từng loại như: đen, nâu, xanh. Chiều dài của mỗi loại cũng khác nhau, từ 30 – 120 cm.

## Mô tả
Đây là loài rắn không có nọc độc, nhưng chúng có răng giả để có thể tự vệ. Khi có nguy hiểm, chúng sẽ bò một cách ngoằn ngoèo để làm lóa mắt đối phương, cùng với đó là những âm thanh phát lên như những tiếng rít rất gay gắt và giả vờ như tấn công đối thủ. Chúng sẽ không cắn đối phương thật vì sẽ dễ bị lộ. Hành động này của chúng có thể khiến những con vật to lớn như con voi cũng phải sợ hãi.
Rắn ăn trứng châu Phi có một bộ hàm và chiếc cổ cực kỳ linh hoạt để có thể dễ dàng nuốt được những quả trứng to gấp 10 lần so với trọng lượng cơ thể chúng. Nhưng ngược lại, cột sống trong cơ thể có cấu trúc lồi lõm các cạnh có thể phá vỡ được lớp vỏ quả trứng khi vào cơ thể. Ban đầu, con rắn sẽ cuộn tròn cơ thể để giữ cố định quả trứng, sau đó là thực hiện thao tác nuốt quả trứng một cách từ từ nhờ bộ hàm và cổ họng được mở rộng. Quả trứng sau khi vào cơ thể sẽ được đẩy xuống chỗ lồi lõm của cột sống để phá vỡ lớp vỏ và thực hiện việc tiêu hóa. Cuối cùng, sau khi hấp thụ hết chất dinh dưỡng bên trong, lớp vỏ quả trứng bị con rắn đào thải ra ngoài. Đây là một cách tiêu hóa hiệu quả và tận dụng được hết những chất dinh dưỡng có trong quả trứng.

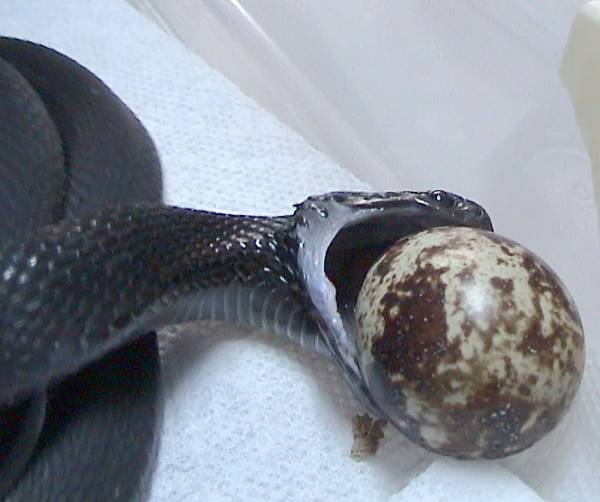
Hình ảnh con rắn ăn trứng đang ăn một quả trứng cút